# Nizas, Gers
 Nizas là một xã thuộc tỉnh Gers trong vùng Occitanie tây nam nước Pháp. Xã này có độ cao từ 158-266 mét trên mực nước biển.
Diện tích là 4,16 km2.